# Volkswagen XL Sport Concept
Pour les articles homonymes, voir Volkswagen, Sport et Concept car.
La Volkswagen XL Sport Concept est une voiture de sport concept-car du constructeur automobile allemand Volkswagen, présentée au Mondial Paris Motor Show 2014.

## Histoire
Ce concept-car sport de 2014, est une symbiose entre une Volkswagen Ecoracer de 2005, une carrosserie de Volkswagen XL1 de 2011 (une des voitures hybrides les plus sobre du monde), et un moteur de Ducati 1199 Superleggera de 2011 (une des superbikes les plus puissantes du monde, de la marque italienne Ducati, achetée par le groupe Volkswagen-Audi en 2012).

### Carrosserie
L'ensemble châssis-carrosserie très léger de 890 kg, est en acier, et matière plastique renforcée de fibre de carbone de Volkswagen XL1, avec une aérodynamique exceptionnelle de 0,258. 

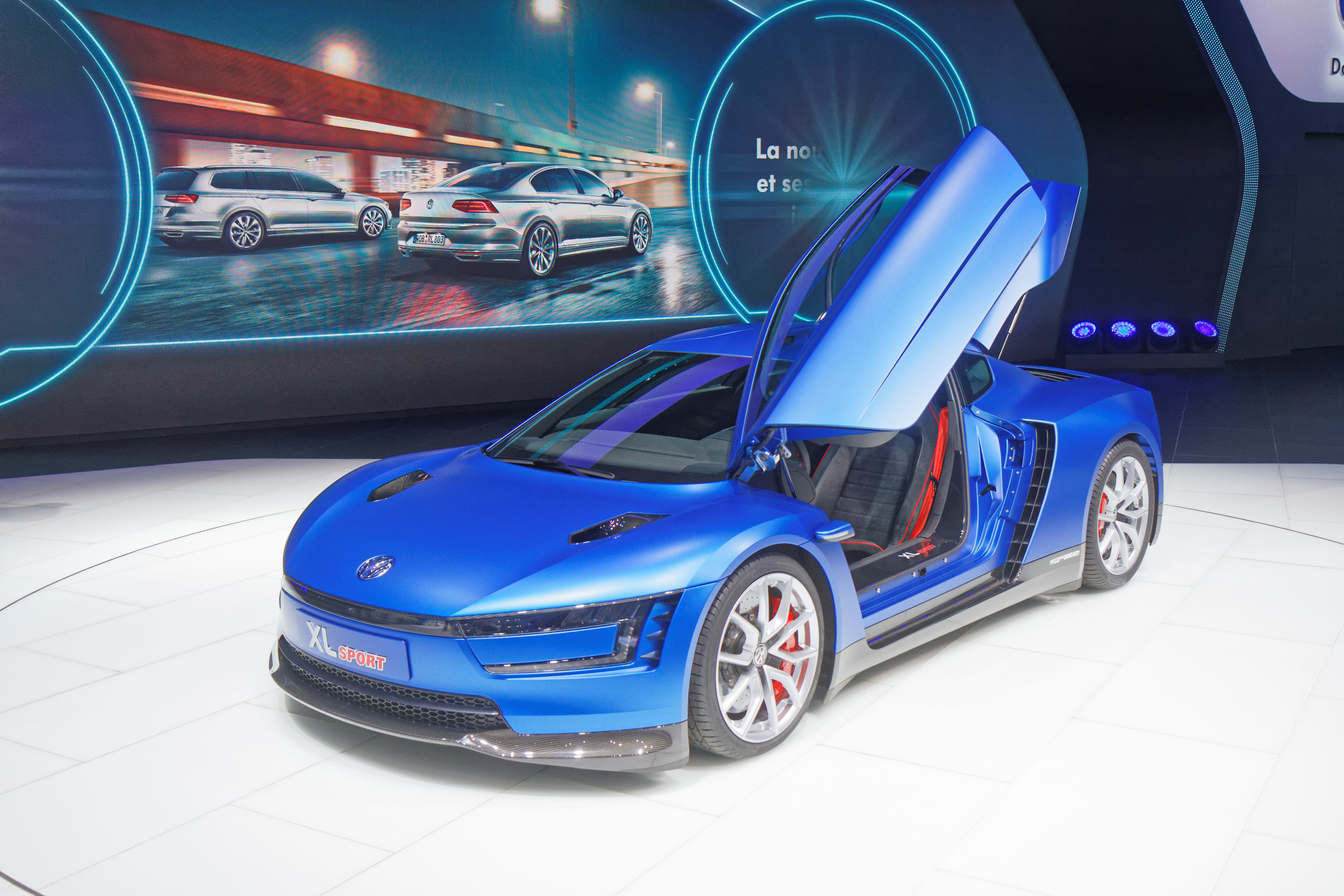
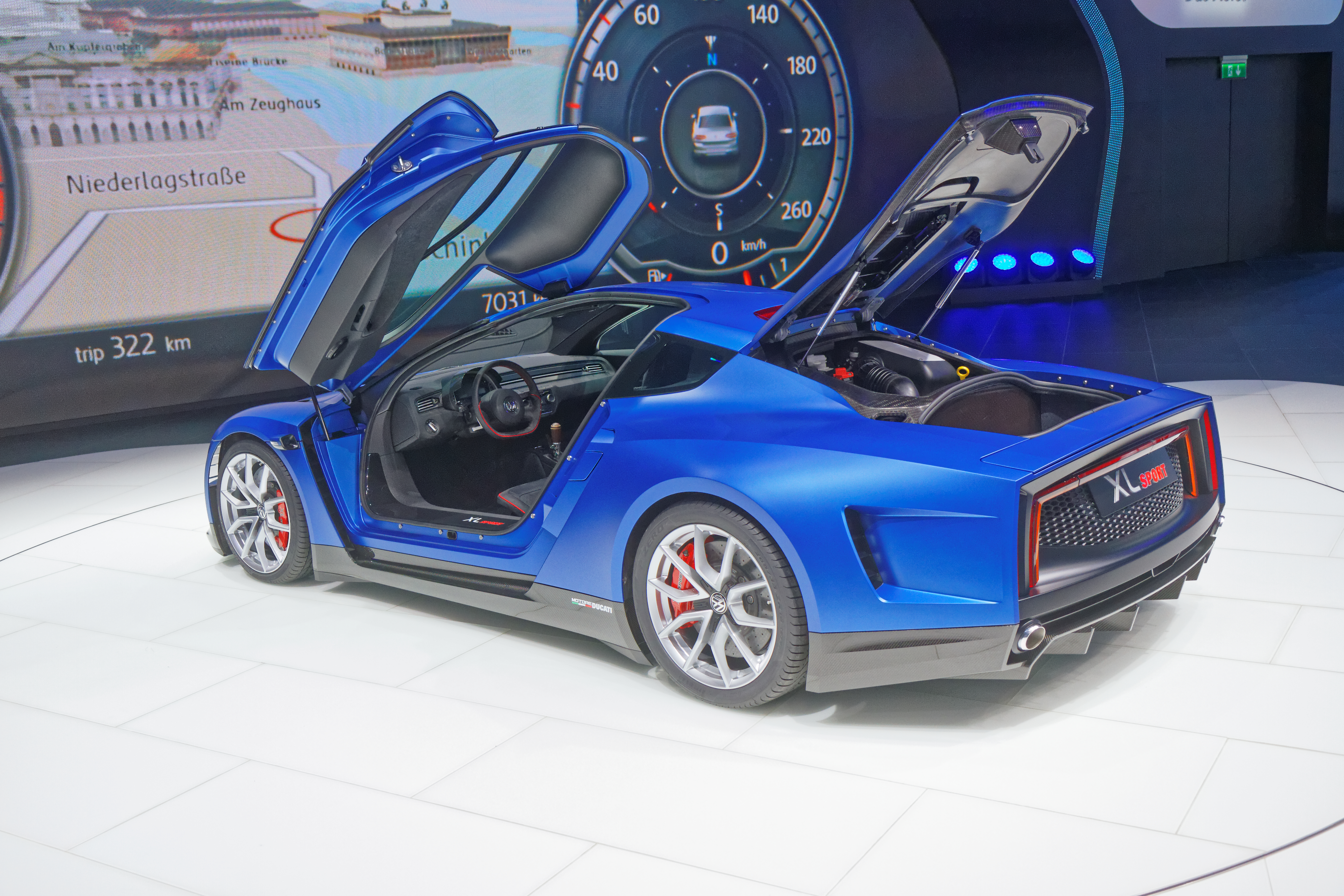
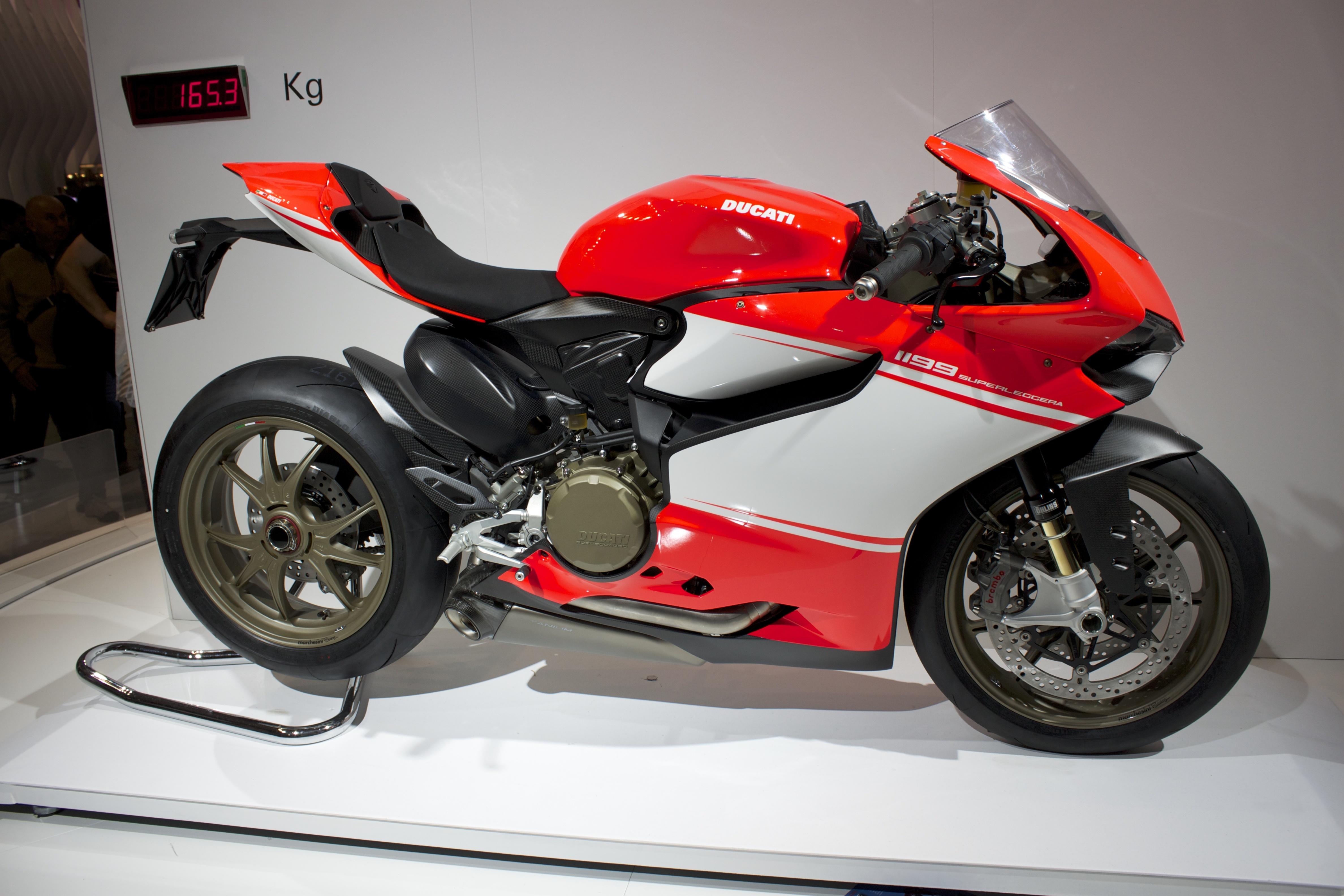
Ducati 1199 Superleggera (2011)

Elle est équipée entre autres de portes papillon, aileron arrière rétractable, jantes en magnésium, sièges baquet, boîte de vitesses robotisée 7 rapports à palette F1, frein à disque carbone-céramique, tableau de bord virtuel numérique, et climatisation...  

### Motorisation
Ce concept-car est motorisé par le moteur bicylindre en V (V2) de 1200 cm³ de 200 ch de superbike Ducati 1199 Superleggera (une des superbikes les plus puissantes du monde) pour une vitesse de pointe de 270 km/h, et un 0 à 100 km/h en 5,7 s.

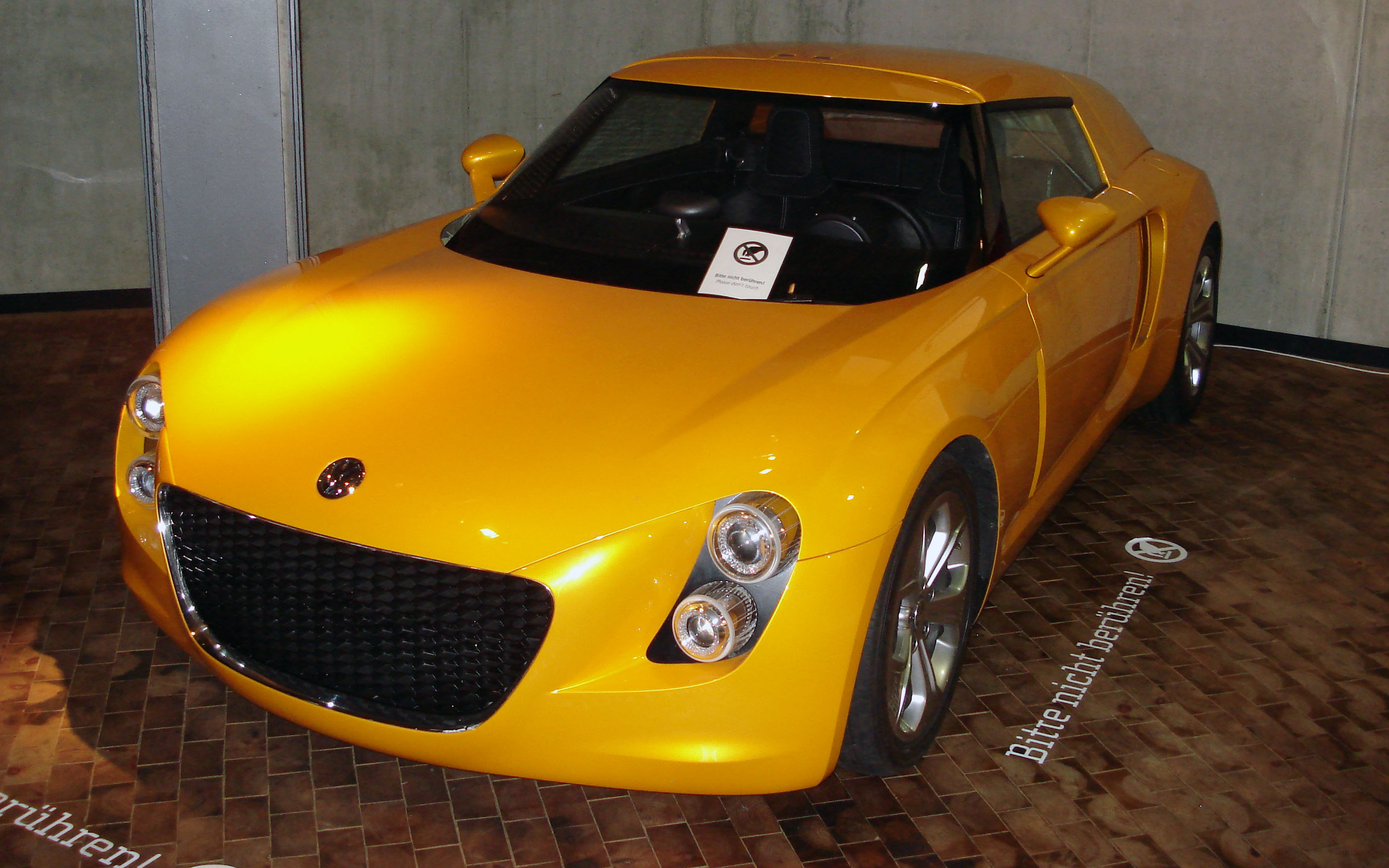
Volkswagen Ecoracer (2005)
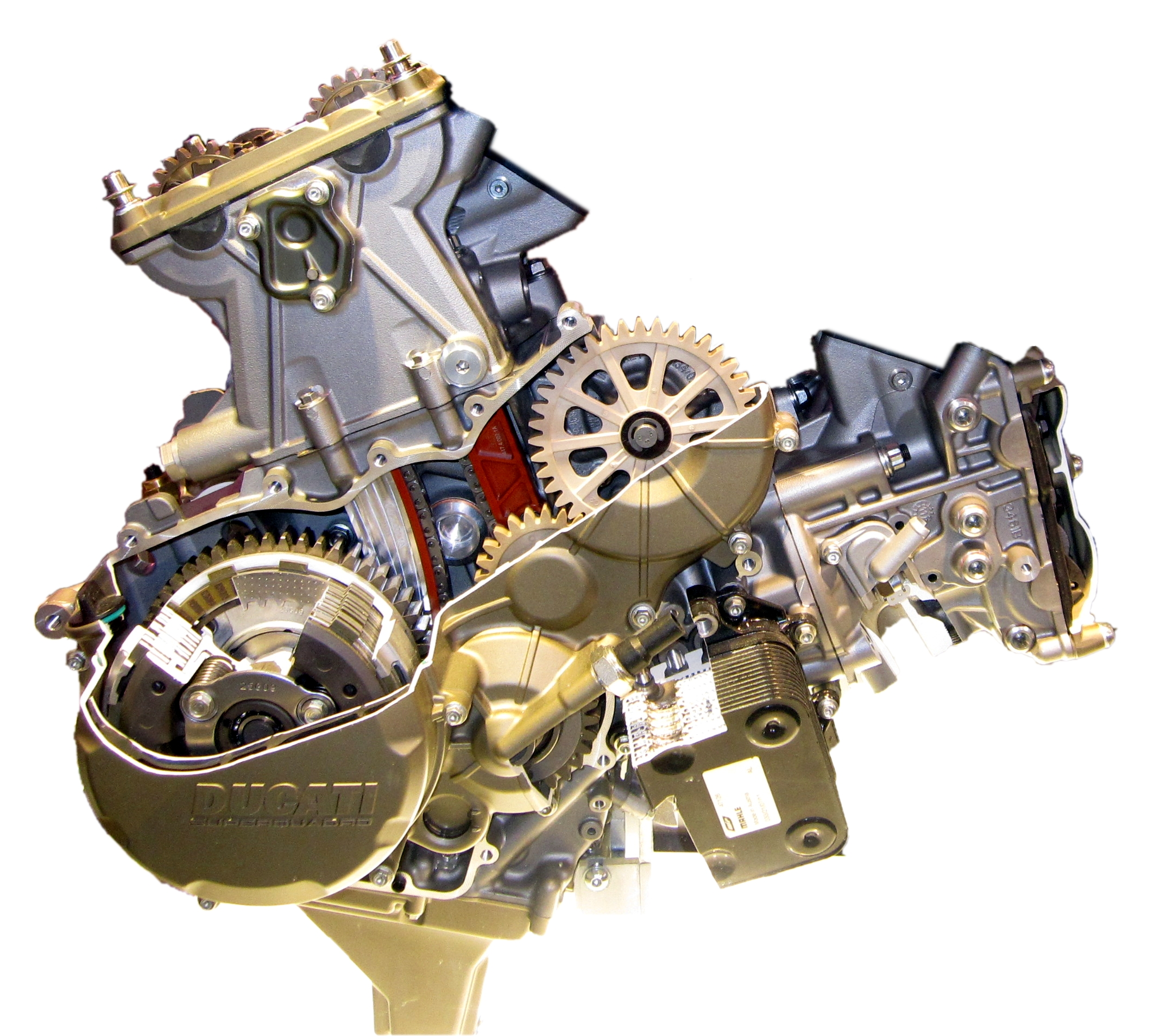
Moteur de Ducati 1199 Superleggera (2011)
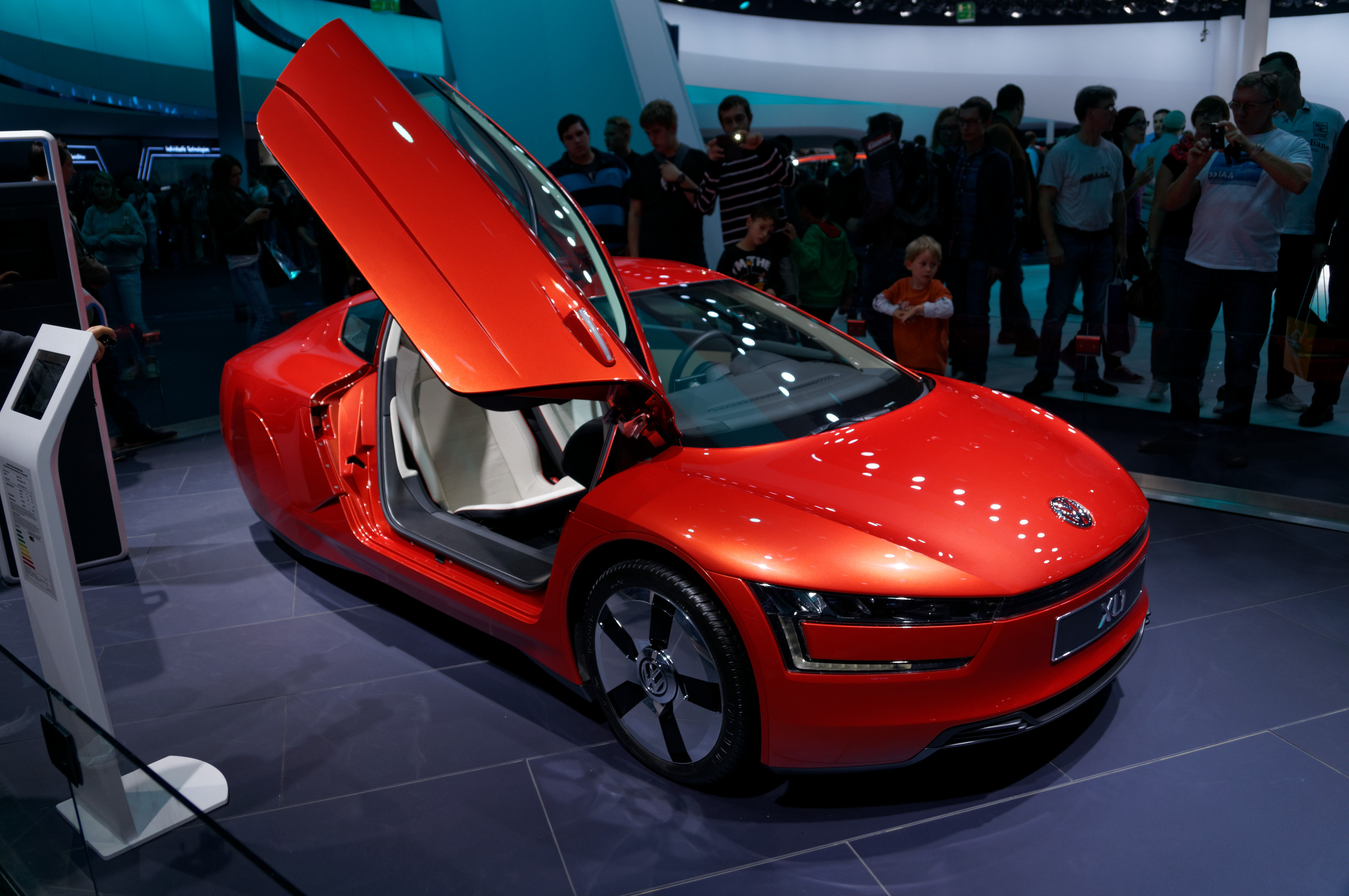
Volkswagen XL1 (2011)